# Hermanas de la Caridad de Jesús y de María, Madre del Socorro
La Congregación de Hermanas de la Caridad de Jesús y de María, Madre del Socorro (oficialmente en latín: Congregatio Sororum Caritatis Jesus et Mariae Virginis miraculis illustris) es una congregación religiosa católica femenina, de vida apostólica y de derecho pontificio, fundada en 1836 por el sacerdote holandés Antonius van Erp, en Schijndel (Países Bajos). A las religiosas de este instituto se les conoce como Hermanas de la Caridad de Schijndel y posponen a sus nombres las siglas Z.C.

## Historia
La congregación fue fundada en Schijndel, Países Bajos, el 1 de noviembre de 1836, por el sacerdote Antonius van Erp, para la educación pública de las personas que no tenían acceso a la privada, especialmente los hijos de los obreros. La primera religiosa del instituto fue Mieke de Bref, quien hizo sus votos el 19 de noviembre de 1836. A ella le siguieron otras jóvenes postulantes, permitiendo el crecimiento de la congregación y la apertura a otras actividades como la atención de los enfermos y los ancianos.
El instituto de Paderborn recibió la aprobación como congregación religiosa de derecho diocesano el 24 de junio de 1845, de parte de Antonio Benedetto Antonucci, vicario apostólico de Bolduque. El papa León XIII elevó el instituto a congregación religiosa de derecho pontificio, mediante decretum laudis del 27 de mayo de 1881.
Desde 1975, el instituto no ha recibido candidatas a la vida consagrada, por lo que poco a poco ha sido cerrando sus obras y está en peligro de extinción, puesto que la edad media es de 86 años.

## Organización
La Congregación de Hermanas de la Caridad de Jesús y de María, Madre del Socorro es un instituto religioso de derecho pontificio y centralizado, cuyo gobierno es ejercido por una superiora general. La sede central se encuentra en Schijndel (Países Bajos).
Las vicentinas de Paderborn se dedican a la atención de los ancianos y enfermos, la mayoría son miembros del mismo instituto. En 2017, el instituto contaba con 140 religiosas y 2 comunidades, presentes únicamente en Países Bajos.